# Tropico 4
Tropico 4 es un videojuego de construcción y gestión desarrollado por Haemimont Games y publicado el 26 de agosto de 2011. El jugador asume el papel del líder de una isla tropical en el contexto de la Guerra Fría. Es la secuela de Tropico 3, del mismo desarrollador, que es a su vez una actualización del popular Tropico.

## Jugabilidad

### Islas
El juego cuenta con 10 mapas preconfigurados, pero el jugador puede hacer su propia isla eligiendo "Isla Aleatoria". Tras la elección de la isla al azar, el jugador puede personalizar el tamaño de la isla, la vegetación, los depósitos minerales, y la elevación del terreno, así como otros parámetros del juego; sin embargo el editor de mapas no se encuentra disponible en la versión de Xbox 360. Hay varios paquetes de expansión que también darán acceso a más islas.

### Creador del personaje
Después de la elección de la isla, el jugador puede elegir un avatar, o puede hacer su propio avatar. En personalizar personaje, los jugadores pueden elegir: el género, el vestuario, el tono de piel, sombrero, peinado, accesorios, bigote, barba, aretes, características, calidad y la forma de ascenso al poder. Después de completar una misión, los rasgos actuales de los personajes irán subiendo de nivel.

### Vista principal
Los siguientes elementos son visibles en la vista principal: minimapa, la población, la felicidad, la fecha en curso, controles de velocidad, botón de menú, botones de HUD, superposiciones, edictos , Seleccionar Avatar, almanaque, tarea. Tropico 4 utiliza una interfaz point-and-click de serie.

### Campaña
La campaña del juego consta de 20 misiones repartidas en 10 mapas diferentes. Empiezan con el personaje del jugador, "El Presidente", que tiene control ocupándose de la isla de Tropico. Las importaciones pueden ser monitoreados, así como las exportaciones (mientras que los anteriores juegos de la serie sólo se permite para la cobertura de las exportaciones). Tropico 4 incluye más superpotencias. Existe un consejo de Ministros con el que el jugador puede consultar sobre una serie de cuestiones diferentes. El jugador tendrá que hacer frente a los desastres naturales y las demandas de los diferentes sectores políticos, cada uno con su propio punto de vista ideológico. Una versión de Xbox 360 y de Steam (una plataforma de distribución de juegos de PC) se hará que incluye otra isla para el modo de recinto de seguridad y otro par de ropa para el encargo de El Presidente. Está situado a salir a la venta 1 día después de la fecha de lanzamiento. En el nuevo juego, habrá 20 nuevos edificios, incluyendo un centro comercial.
El juego tiene una variedad de elementos de humor, como comentarios satíricos de la emisora de radio ficticia Tropico Noticias Hoy en día, y los toques sutiles, como enlace entre los sacerdotes y chicas de cabaret. La "carga" y pantallas de "ahorro" tienen citas de varios dictadores, líderes, políticos y revolucionarios, como Che Guevara, Fidel Castro, Vladímir Lenin, Karl Marx, John F. Kennedy, Dwight D. Eisenhower, Leonid Brézhnev, Augusto Pinochet, Nikita Jruschov, Lev Trotski, Mobutu Sese Seko, Todor Zhivkov, Vladímir Putin, Josip Broz Tito, Muammar Gaddafi y Mahmoud Ahmadinejad. Al igual que sus predecesores, cuenta con una banda sonora de América, esta vez elaborada principalmente a partir de los álbumes Elementos y' Oñejo" por Alex Torres y su orquesta.

## Trama
El juego sigue al protagonista, El Presidente, como trabaja para restaurar el poder que perdió en el Caribe después de evitar una guerra nuclear perpetrada por el vicepresidente de los EE. UU. con el fin de llegar al poder. Se divide en tres actos:

### Alcanzar el poder
El Presidente llega a su nueva isla donde comienza su meta de construir una nación ideal para su pueblo. Para ello, se centra su gestión en varias islas, el desarrollo del potencial económico de cada uno, hasta que es expulsado del poder después de ser acusado del asesinato del actual presidente de EE. UU. Él entonces se ve obligado a huir de su país y se dirige a otras partes del Tropico.

### La venganza
Obligado a tomar una nueva identidad y huir de su república, El Presidente comienza su venganza mediante el establecimiento de una base de poder en la Isla Oscura. El Presidente se entera de que fue víctima de una conspiración que implica Keith Preston, el director general de Fruitas Inc. (una parodia de la United Fruit Company), el líder de los rebeldes Marco Moreno (una parodia de Che Guevara), UN Inspector Brunhilde Van Hoof (una parodia de Margaret Thatcher) y su antiguo mentor Generalísimo Santana. Después de la promulgación de su venganza contra los conspiradores y limpiar su nombre, El Presidente recupera su posición como gobernante legítimo de Tropico.

### El Regreso
Se restituyó en el poder, El Presidente se centra en la reconstrucción de su país, hasta que sus antiguos enemigos vuelven a aparecer y le venden información sobre el verdadero cerebro detrás de su caída: el vicepresidente de los EE. UU., Nick Richards (una parodia de Richard Nixon), que planeaba asumir la presidencia de EE. UU. Y parte del plan de Nick es: mandar a matar al presidente de Estados Unidos e incriminarlos. Alrededor de este tiempo, la perestroika ¨golpea¨ a la URSS y Tropico ofrece su ayuda a la nación, a cambio de pruebas que incriminaran a Nick Richards lo que conduce a su ¨desaparición¨. El Presidente, luego, pone los toques finales para hacer de Tropico una nación poderosa y próspera.

### Facciones
Como El Presidente, el jugador puede ver todas las necesidades de los ciudadanos, la felicidad, habilidades, pensamientos e ideología política. Las demandas de los tropicanos incluyen la alimentación, la salud, el ocio y la fe. Estos deben ser cumplidas por la construcción de edificios específicos: Si los ciudadanos exigen el ocio , el jugador debe tratar de construir un bar, un restaurante, una sala de cine o alguna otra forma de entretenimiento.
Hay una variedad de facciones en Tropico, capaz influir en la estrategia del jugador. Los tropicanos pueden unirse a las facciones de diferentes maneras: algunos se apoyará radicalmente una de las facciones, algunas menos radical, pero siguen siendo leales, algunos cambian de lado de acuerdo a la situación, y algunos no prefieren unirse a ciertas facciones o ninguna facción en absoluto. Apelando a las facciones necesita es un elemento clave para mantener a la población bajo control y evitar ser derrocado, ya sea por un golpe de Estado o por tener lo derrotó en las elecciones que se celebran de vez en cuando. Sin embargo, las políticas y las demandas de algunas facciones están en conflicto con las de los demás.
Los capitalistas son los ricos y emprendedores de la isla. Naturalmente, su agenda los ha enfrentado a los comunistas. Respetan la seguridad de la alta delincuencia, la carga de la vivienda, y que tiene una economía diversa y competitiva. Ellos son dirigidos por Antonio López, un oportunista rico que promueve la venta de productos peligrosos e incluso vende armas a los rebeldes por el dinero fácil. Si no se cumplen las exigencias capitalistas, comenzarán recurrir al robo para hacer dinero y se roban una parte de todos los ingresos.
Los comunistas son la mayor facción, más preocupada por la calidad de la vivienda y la asistencia sanitaria en la isla. Camarada Vásquez, su líder, es un comunista excéntrico que con frecuencia brota consignas comunistas. En el caso de que los comunistas estén tristes, los rebeldes de Cuba comienzan a infiltrarse en su isla y luchar en contra de su régimen.
Los intelectuales son más progresistas, en contra de la facción religiosa más conservadora y los militaristas espartanos. Ellos son dirigidos por Miss Piña, quien también es amante del Presidente y una bailarina de cabaret. Los intelectuales prefieren edictos que benefician al sector educativo, y son fácilmente agitados por algunos otros, especialmente la quema de libros, lo que les hace volver atrás. Molestar a los Intelectuales provocaría la protesta estudiantil, por lo que es por lo que no graduado tropicanos de los institutos o universidades.
Los religiosos son una facción católica conservadora liderada por el reverendo Esteban, un borracho que utiliza ron durante sus sermones para adorar a Dios. Ellos están muy preocupados por la fe entre los tropicanos, y la construcción de iglesias y catedrales aumenta su influencia. Si se siente mal la facción religiosa,los sacerdotes y obispos hablarán en contra de usted, extendiendo la disidencia entre cualquiera que asisten a los sermones de la isla.
Los militaristas están interesados en la defensa de Tropico. Son bastante grandes, y la falta de partidarios podría dar lugar a rebeliones, ataques terroristas o invasiones. El general Rodríguez lleva los militaristas. Los militaristas son en su mayoría los detractores de los intelectuales, por lo que son en su mayoría analfabetos. Los bajos salarios de los soldados pueden hacer que los militaristas den un golpe de Estado.
Los ambientalistas se esfuerzan por preservar la belleza natural de Tropico. Liderados por los hippie Sunny Flores, presentadora y teórico de la conspiración. Se oponen a cualquier intento de cicatrizar el medio ambiente, incluso con fines económicos, como la tala y la minería, y por lo tanto son los detractores de los capitalistas. La aprobación de leyes contra la contaminación los apaciguan. Si no son apaciguados, los ecologistas intentarán bloquear sus edificios industriales.
Los nacionalistas están a cargo del cuidado y la preservación de las personas Tropicanas y sus costumbres. Por lo general, se oponen a los inmigrantes, que, según el líder del Diablo, una violenta [ [ skinhead ] ], tomar trabajos lucrativos fuera de tropicanos. Se opondrá a cualquier política en el extranjero amistoso, y están en desacuerdo con los comunistas y los capitalistas. Cuando se ignora, los nacionalistas comenzarán disturbios en la isla. Estos disturbios aumentan rápidamente en batallas entre tropicanos e inmigrantes.
Los leales son una facción que siempre es leal a El Presidente. Son guiados por el asesor personal de El Presidente, Penúltimo. La mayoría de sus miembros tienen una inteligencia inferior a la media y se les ha lavado el cerebro con toda la propaganda embellecedora del Presidente. Nunca se rebelarán, a cambio exigen que el presidente actúa como un "verdadero líder", y rehúye la democracia y cultiva su imagen a través de instalaciones como un museo dedicado a la infancia del Presidente.

## Desarrollo
El juego fue anunciado a mediados del mes de agosto de 2010 en un comunicado de prensa de la editorial, Kalypso Media. . Tropico 4 fue lanzado en Xbox 360 y PC, ya que es el sucesor de  Tropico 3   Sin embargo a diferencia de sus predecesores, Tropico 4 se puede jugar a través de la plataforma de OnLive.

### Demostración
Una versión demo fue lanzado el LIVE Marketplace y Xbox Steam. Tropico 4 Demo está disponible conteniendo 4 misiones de tutorial y 1 misión de la campaña . Muchos edificios no están disponibles para la construcción.

## Expansión y DLC
Una expansión, titulada "Modern Times, fue lanzada el 27 de marzo de 2012. Cuenta con una nueva campaña para un jugador que tiene lugar un año después de los acontecimientos de Trópico 4. Tras el éxito de El Presidente en la reconstrucción de Trópico, que deja en unas merecidas vacaciones, sólo para encontrar que su lacayo Penúltimo previsiblemente corrió a toda la nación a la tierra cuando regrese, en medio de la crisis económica de 2008. Mientras se trabaja para poner al país de nuevo en marcha, El Presidente se cruza con la organización en la sombra escurridiza "El Cónclave" y le toca a él ayudar a salvar al mundo de nuevo mientras se llena los bolsillos.
El 15 de diciembre, el primero de los muchos paquetes de contenido descargable fue lanzado, titulado  Junta . Desde entonces, varios paquetes de contenido descargable más han sido publicados, entre ellos  Plantador , cemento de secado rápido , Pirata Cielo , Megalópolis , Vigilante , Voodoo   Propaganda ! , la Academia  y el más reciente DLC ,  Apocalypse . Cada paquete de contenido descargable incluye nuevos edificios, una nueva isla, una nueva misión, una nueva característica, y, dependiendo de la DLC, nuevas opciones de ropa para El Presidente y nueva decoración. El DLC  Modern Times  también moderniza la jugabilidad añadiendo en eventos y tales que habría ocurrido un poco antes o durante el día de hoy.

## Recepción
El juego ha recibido críticas generalmente positivas y tiene una puntuación de 77/100 en la Metacritic  Basado en 28 comentarios ( 78/100 en el PC )  La mayoría de los críticos han elogiado el título por su modo de juego adictivo, gran sentido del humor y el exceso de variedad. Sin embargo, un número de comentarios ha citado Tropico 4 para soportar demasiadas similitudes con su predecesor , así como la falta de innovación . GameSpot comentó que " Tropico 4 es una secuela simpática y atractiva que amplia a su predecesor, pero no ofrece mucha mayor profundidad . " IGN  declaró que "si usted es el tipo que se pasaba horas con juegos de gestión Civilization o SimCity , o tiene una necesidad enfermiza de estar en el control, entonces es tiempo para convertirse en El Presidente ".

## Requisitos PC
Requisitos Minimos:
- SO: Windows XP SP3 (32 bits), Vista / 7 (32 o 64 bits)
- Procesador: Dual Core a 2 GHz
- Memoria: 1 GB de RAM
- Gráficos: Shader Model 3.0 (Geforce 6600 o superior, familia Radeon X1600), 256 MB de VRAM, DirectX 9.0c
- Versión de DirectX®: 9.0c
- Disco Duro: 5 GB de espacio libre
- Sonido: Dispositivo compatible con DirectX

Requisitos Recomendados:
- SO: Windows Vista / 7 (32 o 64 bits)
- Procesador: Quad Core a 2 GHz
- Memoria: 2 GB de RAM
- Gráficos: Shader Model 3.0 (Geforce 8800 o superior, familia Radeon HD4000 o superior), 512 MB de VRAM, DirectX 9.0c
- Versión de DirectX®: 9.0c
- Disco Duro: 5 GB de espacio libre
- Sonido: Dispositivo compatible con DirectX